# Обличчя (фільм, 2009)
«Обличчя» (фр. Visage) — драматичний фільм тайванского кінорежисера Цай Мінляна, випущений 2009 року. Фільм-учасник основної конкурсній програми 62-го Каннського кінофестивалю.

## Сюжет
Тайванський кінорежисер Кан знімає фільм за п'єсою Оскара Вайлда «Саломея», зйомки якого проходять в підземеллях Лувру. Кан отримує звістку про смерть матері, але все ж знаходить у собі сили, щоб завершити роботу над фільмом.

## У ролях
| Актор          | Роль                     |
| -------------- | ------------------------ |
| Фанні Ардан    | Іродіада                 |
| Летиція Каста  | Саломея                  |
| Жан-П'єр Лео   | Ірод                     |
| Лі Каншен      | Кан                      |
| Лу І-цзін      | мати Кана                |
| Матьє Амальрік | чоловік в заростях кущів |
| Жанна Моро     | Жанна                    |
| Наталі Бай     | Наталі                   |